# マッキー (お笑い芸人)
マッキー（9月21日 - ）は、日本のタレント、お笑いタレント。本名、松田 真紀子（まつだ まきこ）。
長崎県出身。浅井企画所属（2012年3月まで。今は無所属）。

## 人物・来歴
- デビュー前に浅井企画お笑いタレントセミナーで学んでいた。
- 身長158cm、体重43kg、B80・W58・H85。
- 血液型はA型。
- 大学は体育学部で、中学校と高校の保健体育教員免許を持っている。マッキー自身サッカー経験者で、大学生時代に所属していたチームは第3位の成績を収めたことがある。
- 芸能人女子フットサルチームでは、メルシートゥフェスタ終了時（2009年12月）までは「ASAI RED ROSE」のキャプテンで、背番号は「5」だった。2008年芸能人フットサルリーグメルシートゥフェスタ年間MVP。その後2010年1月からは、マッキー自身「フットサルを続けたい」という理由で、引き続きエンジェルリーグに参加しているOMIASHIに移籍[2]。
- キャッチフレーズは「永遠の17歳」で、自称「ヘンテコリン星」出身。
- 2013年6月、アイドルグループ『OFR48』に、4期メンバーとして加入[3]。

## 芸風
主なものには“アイドル志望”といったものがあり、頭にリボン、フリフリのスカートにドレス、手にバトンといった外見の衣装。「マッキーマッキー、ポッポー!」や「ありがとんちんか～ん」などが決め台詞にある。これまでには、「～～になった（決まった）!」と言って全身で喜びを表現した後に女の悲哀ネタに一転させるものや、落ちを言った後に「どういうこっちゃ～!」と発するパターンなどがあった。

## 関連書籍
- プロ直伝 笑いの技術（2006年11月22日初版、浅井企画放送作家セミナー著　講談社刊）
自分本位で作ったネタから、周りの人にアドバイスを受けながらネタを作り、自己発露から自己表現に変えて一分ネタを完成した芸人の例としてマッキーが載っている。

## 出演

### テレビ
- 恋するフットサル（フジテレビ） - 2006年6月17日
- インパクト!（フジテレビ） - 第13回
- アリケン（テレビ東京） - 2009年1月17日
- BSブランチ（BS-TBS） - 2010年1月16日
- ショーバト!（日本テレビ） - 2010年5月18日「ミニバト!」 カスタネットを使ってAKB48『会いたかった』を歌う
- ウケウリ!!（日本テレビ）
- 森田一義アワー 笑っていいとも!（フジテレビ）- 2011年7月8日『ドヤテクZ』コーナー